# 高桥松饼
高桥松饼又名千層餅、细沙千层饼，是中華人民共和國上海市浦東新區高桥鎮的土特产。高桥松饼面皮层多，酥皮有8-12层。高桥松饼歷史可以追溯到清朝光緒年間，由早期塌饼演變而來。2010年6月，高桥松饼被上海市浦东新区文化广播影视管理局命名为非物质文化遗产项目。高桥松饼同時入选上海市第1批非物质文化遗产保护名录。